# Physocrobylus tessa
Physocrobylus tessa är en insektsart som beskrevs av Axel Hochkirch 1996. Physocrobylus tessa ingår i släktet Physocrobylus och familjen gräshoppor. Inga underarter finns listade i Catalogue of Life.